# Velonica
Velonica è un brano musicale del gruppo musicale giapponese Aqua Timez, pubblicato come loro ottavo singolo il 14 gennaio 2009. Il singolo ha raggiunto la seconda posizione della classifica Oricon dei singoli più venduti in Giappone ed è rimasto in classifica per sei settimane, vendendo 56 008 copie. Il brano è stato utilizzato come nona sigla dell'anime Bleach, dal centonovantesimo al duecentoquattordicesimo episodio.

## Tracce
CD Singolo ESCL-3147
1. Velonica
2. Kanade Ai (奏であい?)
3. Kaori (薫?)
4. Velonica (Instrumental)

## Classifiche
| Classifica (2008) | Posizione più alta |
| ----------------- | ------------------ |
| Giappone (Oricon) | 2                  |